# Pay Money to My Pain
Pay money To my Pain (abreviado como P.T.P.) foi uma banda japonesa de rock alternativo/metal alternativo. Todas as suas letras são em inglês.

## Integrantes
Atuais (até o enceramento da banda)
- PABLO (Pablo Yoshiaki Sawamura) – guitarra
- T$UYO$HI (Tsuyoshi Ishikawa) – baixo
- ZAX (Jin Kanza) – bateria

Anteriores
- JIN – guitarra
- K (Kei Goto) - voz (1981 - 2012)

## Carreira
A banda foi formada em 2004 após K se separar de sua antiga banda Gundog. 
Em 2012, participaram do álbum de tributo Parade II ~Respective Tracks of Buck-Tick~ com um cover da faixa "Love Letter".

### Fim das atividades (2013)
No dia 10 de Janeiro de 2013, horário do Japão, foi revelado que o vocalista K do Pay money To my Pain faleceu no dia 30 de Dezembro de 2012 devido a uma insuficiência cardíaca. A declaração oficial foi postada na homepage oficial da banda.
Em Junho do ano passado, ele foi hospitalizado devido a más condições físicas e novamente em Outubro do mesmo ano. Naquela época, a turnê nacional que a banda tinha programado foi cancelada e todas as atividades foram interrompidas.
Enquanto sua reabilitação continuava, os membros da banda se reuniram no dia 27 de Dezembro pela última vez, discutindo os planos para a volta deles em 2013. No dia 29 de Dezembro, um e-mail para todos os membros dizendo "Vamos nos encontrar no começo do ano que vem", foi a última mensagem do K antes de falecer.
K teve uma saúde frágil durante muito tempo. Ele era hospitalizado com frequência e sofria de problemas cardíacos e de saúde mental (depressão e ansiedade eram temas sobre os quais ele falava em algumas das suas músicas). O Pay money To my Pain pausou suas atividades no final de 2012 devido aos problemas de saúde de K, mas eles tinham planos de retorno para 2013. Infelizmente, estes planos tiveram que ser abandonados devido à súbita morte de K.
Com a morte de K, a banda anuncia oficialmente o fim de suas atividades.

## Discografia

### Álbuns de estúdio
- Another Day Comes (2007)
- After You Wake Up (2009)
- Remember the Name (2011)
- Breakfast (Greatest hits) (2012)
- Gene (2013)

### EP's
- "Drop of INK" (2006)
- "Writing in the diary" (2008)
- "Pictures" (2010)

### Singles digital
- "All Because of You" (2008)
- "Bury" (2009)